# 도키다 마사토
도키다 마사토(일본어: 常田 克人, 1997년 11월 27일~)는 일본의 축구 선수이다.

## 구단 경력
그는 2016년 J1리그의 베갈타 센다이에 입단했다. 2017년 8월 J2리그의 오이타 트리니타로 임대 이적했다. 2018년 베갈타 센다이로 복귀했다. 2020년 3월 J2리그의 마쓰모토 야마가 FC로 이적했다. 2021년후 J3리그에 강등했다. 2025년 SC 사가미하라로 이적했다.